# Sergio Moreno Martínez
Sergio Moreno Martínez (nascut l'1 de gener de 1999) és un futbolista professional espanyol que juga com a davanter al CD Estepona FS cedit pel Rayo Vallecano.

## Carrera de club
Nascut a Pamplona, Navarra, Moreno va acabar la seva formació amb el Rayo Vallecano, després de passar pel CD Tenerife, l'Atlètic de Madrid i el RSD Alcalá. Va debutar amb el filial el 14 de gener de 2018, jugant els últims 36 minuts en una derrota a casa de Tercera Divisió per 0-1 contra el Getafe CF B.
Moreno va marcar els seus primers gols com a sènior el 29 d'abril de 2018, marcant un doblet en la victòria a casa per 2-0 contra l'AD Colmenar Viejo. Va debutar amb el seu primer equip i la Lliga el 25 d'agost de 2018, substituint el seu company debutant Álvaro García en una derrota per 0-1 fora de casa contra l'Atlètic de Madrid.
El 2 de setembre de 2019, Moreno es va traslladar a un altre equip filial, el València CF Mestalla a Segona Divisió B, amb un contracte de cessió d'un any. El 5 d'octubre de l'any següent, també va passar al CD Mirandés de Segona Divisió amb un contracte temporal.
Moreno va marcar el seu primer gol professional el 7 de novembre de 2020, marcant l'únic del partit en una victòria a casa davant l'Sporting de Gijón. Va tornar al Rayo el juliol següent, però després de només dues aparicions a la Copa, va marxar cedit a la SD Amorebieta a la segona divisió el 18 de gener de 2022.